# S级潜艇 (1918年)
S級潛艇有时又被称为S艇 或是 蜜糖艇，是美國海軍一款在第一次世界大戰尾聲時量產的柴電潛艇，共量產51艘。
S級潛艇在量產過程計分為四個批次：
- 第一批次（S-1級，霍蘭型）：生產25艘，編號S-1、S-18至S-41，由通用動力電船設計兼主承包商，伯利恆鋼鐵子公司福爾河造船廠與聯合鋼鐵造船廠（英语：Union Iron Works）建造。
- 第二批次（S-3級，海軍造船廠型）：生產15艘，編號S-3至S-17，由美國海軍造船及維修署（英语：Bureau of Construction and Repair）設計，朴茨茅斯海军造船厂與雷克魚雷艇造船公司（英语：Lake Torpedo Boat）建造。
- 第三批次（S-42級，霍蘭型第二版）：生產6艘，編號S-42至S-47，由福爾河造船廠建造。
- 第四批次（S-48級，海軍造船廠型第二版）：生產4艘，編號S-48至S-51，由雷克魚雷艇造船公司建造。

其中，S-2號為雷克魚雷艇造船公司在本級艇競標時承造型號，但因品質不佳，沒能奪得訂單，在僅有生產原型艇的狀況下不算入S級潛艇量產批次之列。
除了美國海軍已服役的51艘外，還有一批曾簽訂但最後撤銷的訂單：SS-159至SS-168（霍蘭型第二版）、SS-173至SS-176（海軍造船廠型第二版），相關舷號最後挪用給後續艇級，並沒有作為空號保留；在訂單取消後，通用電船將一部分已經下訂的料件挪用給祕魯海軍訂購的R級潛艇使用。

## 服役
S級首艇下水時間在1918年9月，1920年完工成軍，未能趕上參戰時程。待1941年底美國參戰時，S級潛艇已經是種服役近20年的老艇，在太平洋與大西洋戰場都有佈署；因魚雷管長度較短只能配備一次大戰所開發的Mark10型魚雷作為標準武裝，無法配備Mk 14型魚雷。
開戰前在太平洋的S級潛艇有部分在菲律賓常駐，在菲律賓遭日本占領後主要駐紮在兩個地點，阿拉斯加的荷蘭港、澳大利亞；因S級潛艇體積較小續航力不足，因此母港的距離離前線較近，主要任務是鄰近海域的巡邏、偵查、防禦任務；至1943年，貓鯊級潛艇產量已能汰換舊型潛艇，S型潛艇開始撤離前線，在後方進行反潛作戰訓練用假想敵，大部分美國海軍所屬的S級潛艇在二戰勝利後便退役，1946年拆解。二戰期間有7艘S級潛艇遭擊沉，除了1艘可能是軸心國戰果，其它皆為操作或友軍誤擊折損。
除了美國海軍，英國皇家海軍在二戰中獲得6艘軍援的S級潛艇，主要任務也是作為反潛訓練使用，軍援英國的潛艇則早於美軍在1944年除役，在勝利後運回美國解體。